# ピネラスパーク (フロリダ州)
ピネラスパーク（Pinellas Park）は、アメリカ合衆国フロリダ州のピネラス郡にある都市。人口は5万3093人（2020年）。セントピーターズバーグに隣接している。

## 概要
1911年に入植開始。1914年に法人化し「ピネラスパーク市」が誕生した。フィラデルフィアの投資家が主導して農場付き分譲住宅が販売された。顧客はアメリカ北東部の資産家や退役軍人だった。柑橘類やサトウキビの生産が行われた。
第二次世界大戦後はセントピーターズバーグの郊外都市の性格が強くなり、海外からの移民が流入し文化は多様化した。2020年アメリカ合衆国国勢調査によると市の人口の約11パーセントはアジア系アメリカ人である。これはフロリダ州では高い数値である。

## 交通
市域の北部にセントピート・クリアウォーター空港（en:St. Pete–Clearwater International Airport）がある。国内線のみだが就航路線が多く利便性は高い。アレジアント・エアが拠点としている。

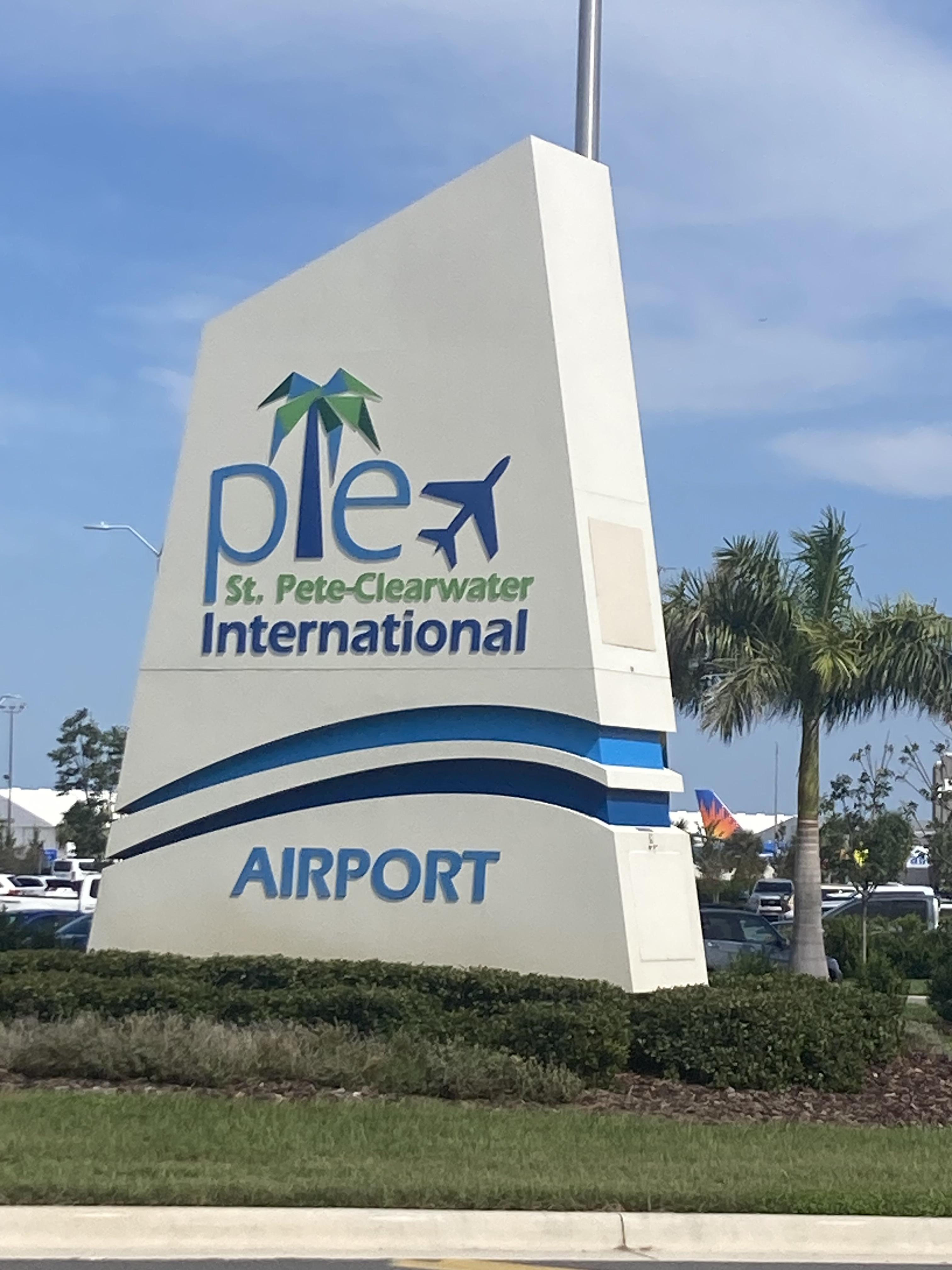
空港入口

## 関係者
- ジェシー・リッチ：野球選手